# Rocca (cráter)

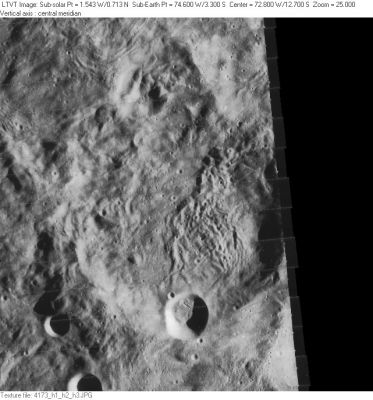
Fotografía de la misión Lunar Orbiter 4

Rocca es un cráter de impacto que se encuentra cerca del terminador occidental de la Luna. Se halla al noroeste del cráter inundado de lava Crüger, y al oeste de los Montes Cordillera. Justo al este-sureste de Rocca aparece el Lacus Aestatis, un pequeño mar lunar.
|  |

Este cráter se encuentra dentro de la falda de eyección que rodea la cuenca de impacto del Mare Orientale, con acúmulos radiales de material que han modificado el entorno de Rocca. Presenta un conjunto de colinas parecidas a dunas en la parte este de su suelo, similares a las de la parte oriental del interior del cráter Darwin situado al sur, un "flujo decelerado de materiales ejectados en superficie" del impacto que generó el mare Orientale. El resto del cráter aparece muy deteriorado, con pequeños cráteres en el borde. Rocca R atraviesa el borde norte, mientras que el pequeño Rocca L se encuentra a caballo sobre el borde sur y la pared interior.

## Cráteres satélite
Por convención estos elementos son identificados en los mapas lunares poniendo la letra en el lado del punto medio del cráter que está más cercano a Rocca.
|       | \| Rocca \| Coordenadas \| Diámetro \| \| ----- \| ------------------------------ \| -------- \| \| A \| 13°48′S 70°00′O / -13.8, -70.0 \| 63 km \| \| B \| 12°36′S 67°24′O / -12.6, -67.4 \| 25 km \| \| C \| 10°42′S 70°12′O / -10.7, -70.2 \| 19 km \| \| D \| 11°00′S 68°00′O / -11.0, -68.0 \| 24 km \| \| E \| 11°48′S 69°24′O / -11.8, -69.4 \| 43 km \| \| F \| 13°36′S 66°36′O / -13.6, -66.6 \| 27 km \| \| G \| 13°18′S 64°54′O / -13.3, -64.9 \| 23 km \| \| H \| 12°54′S 65°24′O / -12.9, -65.4 \| 26 km \| \| J \| 14°54′S 73°54′O / -14.9, -73.9 \| 13 km \| \| L \| 13°54′S 72°36′O / -13.9, -72.6 \| 17 km \| \| M \| 14°30′S 70°42′O / -14.5, -70.7 \| 42 km \| \| N \| 11°36′S 70°18′O / -11.6, -70.3 \| 24 km \| \| P \| 11°12′S 71°42′O / -11.2, -71.7 \| 32 km \| \| Q \| 15°18′S 69°00′O / -15.3, -69.0 \| 59 km \| \| R \| 11°24′S 72°54′O / -11.4, -72.9 \| 46 km \| \| S \| 10°18′S 71°30′O / -10.3, -71.5 \| 10 km \| \| T \| 9°42′S 71°00′O / -9.7, -71.0 \| 16 km \| \| W \| 10°18′S 67°00′O / -10.3, -67.0 \| 102 km \| \| Z \| 16°00′S 75°24′O / -16.0, -75.4 \| 55 km \| |          |
| Rocca | Coordenadas | Diámetro |
| A     | 13°48′S 70°00′O / -13.8, -70.0 | 63 km    |
| B     | 12°36′S 67°24′O / -12.6, -67.4 | 25 km    |
| C     | 10°42′S 70°12′O / -10.7, -70.2 | 19 km    |
| D     | 11°00′S 68°00′O / -11.0, -68.0 | 24 km    |
| E     | 11°48′S 69°24′O / -11.8, -69.4 | 43 km    |
| F     | 13°36′S 66°36′O / -13.6, -66.6 | 27 km    |
| G     | 13°18′S 64°54′O / -13.3, -64.9 | 23 km    |
| H     | 12°54′S 65°24′O / -12.9, -65.4 | 26 km    |
| J     | 14°54′S 73°54′O / -14.9, -73.9 | 13 km    |
| L     | 13°54′S 72°36′O / -13.9, -72.6 | 17 km    |
| M     | 14°30′S 70°42′O / -14.5, -70.7 | 42 km    |
| N     | 11°36′S 70°18′O / -11.6, -70.3 | 24 km    |
| P     | 11°12′S 71°42′O / -11.2, -71.7 | 32 km    |
| Q     | 15°18′S 69°00′O / -15.3, -69.0 | 59 km    |
| R     | 11°24′S 72°54′O / -11.4, -72.9 | 46 km    |
| S     | 10°18′S 71°30′O / -10.3, -71.5 | 10 km    |
| T     | 9°42′S 71°00′O / -9.7, -71.0 | 16 km    |
| W     | 10°18′S 67°00′O / -10.3, -67.0 | 102 km   |
| Z     | 16°00′S 75°24′O / -16.0, -75.4 | 55 km    |